# ادوارد موریکه
ادوارد فردریش موریکه (۸ سپتامبر ۱۸۰۴ در لودویگزوبورگ - ۴ ژوئن ۱۸۷۵ در اشتوتگارت) یک پیشوای روحانی لوتریانیسم آلمانی که در عین حال شاعر و نویسندهٔ رمانتیسم هم بود. هوگو ولف از شعرهای او در آثار موسیقایی خود بهره برد.
کتاب‌های «سفر موتسارت به پراگ»، «نقاش نولتن»، «اشعار»، «لوسی گلمروت»، «گنج» از آثار او هستند که از مهم‌ترین آثار ادبی آلمانی‌زبان قرن ۱۹ میلادی به‌شمار می‌آیند.